# Dunja Bruder
Dunja Bruder (* 1971) ist eine deutsche Biotechnologin und Hochschullehrerin an der Otto-von-Guericke-Universität Magdeburg.

## Werdegang
Bruder studierte von 1990 bis 1996 Biotechnologie an der Technischen Universität Braunschweig. Anschließend promovierte sie am Helmholtz-Zentrum für Infektionsforschung in Braunschweig über die Immunantwort gegen bakterielle Toxine. Nach der Promotion forschte sie dort als wissenschaftliche Mitarbeiterin in der Nachwuchsgruppe „Mukosomale Immunität“ und entwickelte dabei ein transgenes Mausmodel, um die T-Lymphozyten vermittelte Entzündung der Lunge zu erforschen. Sie forschte in mehreren Auslandsaufenthalten am Necker Hospital in Paris, am Dana Farber Cancer Institute der Harvard Medical School in Boston und an der Yale University School of Medicine in New Haven. Sie habilitierte sich 2009 an der Medizinischen Hochschule Hannover für das Fach Immunologie.
Seit 2006 leitet sie die Arbeitsgruppe „Immunregulation“ am Helmholtz-Zentrum für Infektionsforschung in Braunschweig, zusätzlich ist sie seit 2011 Professorin für Infektionsimmunologie am Institut für Medizinische Mikrobiologie und Krankenhaushygiene an der Otto-von-Guericke-Universität.
Bruder ist im Vorstand des Sonderforschungsbereich 854, der sich mit inter- und intrazellulärer Kommunikation bei der Immunantwort befasst.

## Forschung
Bruders Forschungsschwerpunkt ist die Immunregulation in den Lungen während einer Infektion und bei Autoimmunität. Sie beschäftigt sich mit dem mukosomalen Immunsystem der Atemwege, also den Schleimhaut-Oberflächen, die in direktem Kontakt mit der Umwelt stehen und damit mögliche Eintrittspforten für Krankheitserreger darstellen. Sie forscht vor allem an Influenza und Pneumokokken, die die Haupterreger bei Lungenentzündungen sind. Sie interessiert sich für die molekularen, genetischen und zellulären Hintergründe bei einer Koinfektion mit Influenza und Pneumokokken und den Wirt-Pathogen-Wechselwirkungen.
Durch eine Infektion mit Influenza kann das Immunsystem anfälliger für bakterielle Sekundärinfektionen werden, weshalb eine anschließende Infektion mit Pneumokokken von Immunsystem nicht ausreichend kontrolliert und es zu einer systemischen und lebensbedrohenden Infektion (Sepsis) kommen kann. Bruder erforscht die Mechanismen, die das Immunsystem anfälliger für eine Sekundärinfektion machen. Ihr Fokus liegt dabei auf dem Alevolarepithel bzw. den Pneumozyten Typ II des Epithels. Sie entwickelte dazu ein transgenes Mausmodel, um die durch T-Lymphozyten-vermittelte Entzündung der Lunge bzw. die immunologischen Funktionen des Alveolarepithels genauer zu untersuchen. Sie konnte damit zeigen, dass Pneumozyten Typ II nicht nur für die eine aktive Rolle in der Immunreaktion spielen, sondern auch bei der Immunmodulation relevant sind.

## Auszeichnungen
- 2005 „Young Investigator Award“ der Society of Mucosal Immunology (SMI)[3]